# 3D ultrazvuk
3D ultrazvuk je lékařská ultrazvuková technologie, často používaný v porodnické ultrasonografii (během těhotenství), poskytující troj-dimenzionální obrázek plodu.

## Jak pracuje ultrazvuk

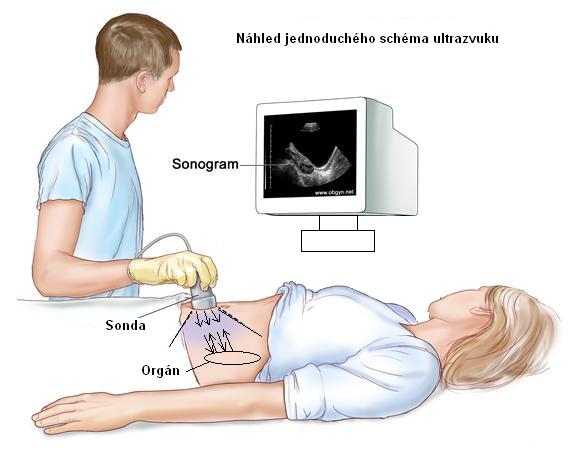
Schéma ultrazvuku

Ultrazvukové vlny vysílané z ruční sondy mohou jak emitovat ultrazvukové vlny, tak i přijímat ultrazvukové vlny odražené zpět. Ve většině případů, jsou aktivní prvky ultrazvukových snímačů vyrobeny ze speciálních keramických materiálů (tzv. piezoelektrických krystalů). Takovýto materiál je schopný vytvářet zvukové vlny, jestliže jimi prochází elektrický proud. Tento proces je ovšem možný i v opačném směru, tedy že pokud snímanou sondu zasáhne zvuková vlna, vytvoří se v sondě elektrický proud. Při použití ultrazvukového snímače je vysílán směrovaný paprsek zvukových vln do lidského těla a tyto zvukové vlny se poté odrážejí od snímaných orgánů zpět do převodníku, který přijaté zvukové vlny mění na elektrický proud a ten se převádí na obraz odpovídající snímanému orgánu. 
Existuje několik různých režimů scenování v lékařském a porodnickém ultrazvuku. Standardní režim diagnostiky v porodnictví je ve 2D módu. U scenování plodu ve 3D módu se místo odesílání zvukových vln přímo do orgánů a snímání jejich zpětného odrazu, využívá technologie odesílání zvukové vlny pod různými úhly. 3D ultrazvuk jako první vyvinul Olaf von Ramm a Stephen Smith na Duke University v roce 1987.

## Princip 3D ultrazvuku
Obecnou nevýhodou všech zobrazovacích metod je ztráta jednoho rozměru, tzn. redukce
informace pocházející z objemové jednotky do plošného dvourozměrného obrazu. V ultrazvukové technice se v poslední době objevuje snaha odstranit tento nedostatek změnou
snímané roviny během vlastního zobrazení. Dosahuje se toho pohybem sondy během expozice. Sonda se během snímání buď lineárně posunuje, naklání nebo rotuje. Údaje o odrazivosti v jednotlivých rovinách jsou zaváděny do paměti výkonného počítače, který provede matematickou rekonstrukci obrazu. Technologie rekonstrukce obrazu je obdobná jako u jiných moderních zobrazovacích metod. Původní 3D systémy vytvářely objemový obraz pomalu. Současné systémy trojrozměrného zobrazení pracují již v reálném čase. Používá se pro ně označení „4D zobrazení“, přičemž čtvrtým rozměrem se rozumí velmi krátký časový úsek, potřebný k rekonstrukci obrazu. Tento typ 3D zobrazení bude nesporně výrazným rozšířením diagnostických možností ultrasonografie.

## Běžné využití 3D-ultrazvuku
Ačkoliv 3D-ultrazvuková technologie může být používána na kterékoliv části těla, běžný
3D-ultrazvuk se nejčastěji užívá při provádění

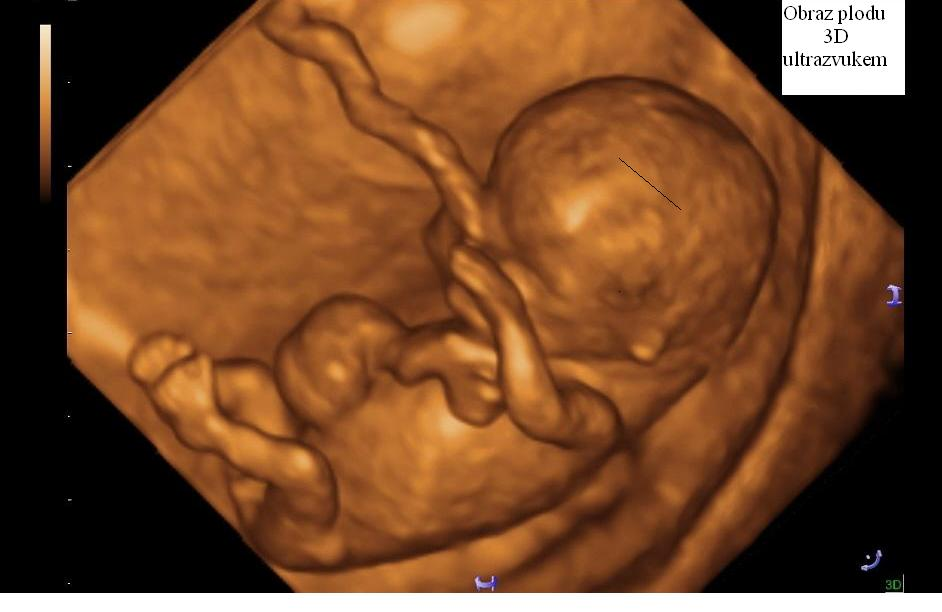
Obrázek plodu 3D ultrazvukem

ultrazvuku ve 3D u těhotných žen, za účelem snímat jejich nenarozené dítě, jak vypadá, zda kluk či holka. Ovšem v lékařské literatuře jsou tyto, nejčastěji užívané ultrazvuky, používány jako ultrazvuk pro uložení snímku plodu.

### Rizika spojená s ukládáním snímků z ultrazvuku
Použití ultrazvukové technologie pro vytvoření památného videa plodu je považováno za nebezpečné. Během ultrazvuku totiž dochází k mírnému ohřevu tkání v těle a v některých případech to může způsobit proniknutí malého množství plynu do tělních tekutin nebo tkání. Tiskový mluvčí jedné firmy[které?] prohlásil, že provádění prenatálního (příliš malý plod) ultrazvuku bez lékařského dohledu může vážně ohrozit matku i její dítě. Je tedy otázkou, zda je na místě riskovat zdraví Vašeho dítěte, kvůli památnému videu? Památné video malého plodu je vnímáno jako problém, jelikož neexistuje žádný léčebný přínos oproti běžnému
2D-ultrazvuku. Dále, neexistuje žádná kontrola nad tím, jak dlouho potrvá skládání jednotlivých snímků. Ovšem FDA (Food and Drug Administration) si je vědomo toho, že spousta firem nabízejí ultrazvukové přístroje pouze pro zobrazování plodů jako památná videa. V některých případech může vytvoření památného videa plodu trvat i 1 hodinu.

### Doba k přesnému určení pohlaví plodu
Přestože v lékařských učebnicích se můžeme dočíst, že pohlaví plodu je možné určit již ve 12. týdnů těhotenství, většina ultrazvukových center se neodvažuje určovat pohlaví plodu dříve, než ve 20. týdnu těhotenství. Tento časově dlouhý horizont se snaží snížit právě komerční centra s 3D/4D ultrazvukem pro ženy, které se nemohou dočkat, až se dozví pohlaví svého budoucího dítěte a doposud jim ho jejich lékař nebyl schopen říci.
Některá ultrazvuková centra se pokouší určit pohlaví již v 15. týdnu těhotenství a to i přesto, že úspěšnost určení v tomto období je pouze 50%. V 16. týdnu je centrum schopno určit plod už s 99% přesností. Proto většina soukromých ultrazvukových center nabízí určení pohlaví plodu od 16. týdnu. Nemocnice toto nabízejí až od 20. týdnu těhotenství, pokud to není pro zdravotní účely nutno zjistit dříve.

### Vizualizace plodu
3D ultrazvuk se nejlépe provádí ve 24. až 32. týdnu v ideálním případě ve 26. až 30. týdnu těhotenství. Většina ultrazvukových center nabízí nejlepší snímky ve 26. až 28. týdnu.
Po 32. týdnu těhotenství plod sestoupí do pánve. I přesto může být ultrazvukový obraz dobrý, ale vyžaduje to už odborné znalosti ultrazvukových technik. Jasný obraz je tedy možné udělat do konce těhotenství v závislosti na poloze dítěte a množství plodové vody.

### Metoda dobré vizualizace
Pro lepší snímky při 3D ultrazvuku, doporučují ultrazvuková centra nedržet moč, nebo mít plný močový měchýř před samotným 3D ultrazvukem.
Proto se doporučuje pití stejného množství vody za den, 14 dní před 3D ulttrazvukem. Je to proto, aby bylo jasně zřejmé množství a rozeznatelnost plodové vody kolem plodu. Ovšem pití velkého množství vody bezprostředně před 3D ultrazvukem nepomůže lepšímu čí jasnějšímu 3D ultrazvuku.